# Юркі Вяліваара
Юркі Вяліваара (фін. Jyrki Välivaara; 30 травня 1976, м. Ювяскюля, Фінляндія) — фінський хокеїст, захисник. 
Вихованець хокейної школи ЮІП (Ювяскюля). Виступав за ЮІП (Ювяскюля), «Таппара» (Тампере), ХК «Лінчепінг», ХК «Мальме» та «Металург» (Новокузнецьк).
У складі національної збірної Фінляндії учасник чемпіонату світу 2011. 
Досягнення
- Чемпіон світу (2011)
- Чемпіон Фінляндії (2003, 2009), срібний призер (2002), бронзовий призер (2010).